# Krzysztof Skarbek (malarz)
Krzysztof Skarbek (ur. 16 maja 1958 we Wrocławiu) – polski malarz.
Studiował na Akademii Sztuk Pięknych w Krakowie, przeniósł się i studia ukończył w Państwowej Wyższej Szkole Sztuk Plastycznych we Wrocławiu (obecnie ASP Wrocław). Jest profesorem w pracowni Malarstwa i Rysunku wrocławskiej ASP. Brał udział w wielu wystawach zbiorowych i indywidualnych. Był członkiem grupy artystycznej Karuzela Braders, oraz Gabinetu Operacji Plastycznych i Odnowy Uczuć.
Na przełomie lat 80. i 90. członek rockowo-alternatywnej grupy "Poławiacze Pereł z Odry" (m.in.: Roman Rega, Michał Hycki, Jacek Jankowski "Ponton", Adam Czok, Igor Wójcik) – płyta pt.: "Karuzela". Współpracował także z grupą "Totart" (Paweł "Konjo" Konnak).
Przedstawiciel kierunku określanego jako neoekspresjonizm.
Wziął udział w ważnych wystawach tego nurtu: "Ekspresja lat 80." w Sopocie, 1986; "Realizm radykalny. Abstrakcja konkretna" w Warszawie, 1987. Jest artystą o własnym, rozpoznawalnym stylu i równie własnej specyfice zainteresowań. Maluje ludzi odpoczywających w ich czasie prywatnym – "po pracy" (to określenie najczęściej pojawia się w budowanych pełnymi zdaniami tytułach jego obrazów), w sytuacjach zarazem potocznych i odległych od prozy życia: Po wyjściu z pracy chętnie tańczymy na specjalnie przechylonych samochodach (1988), Tramwaje po południu w naszym mieście służą do rekreacji (1988), Człowiek, który wspiął się pomiędzy dwie ciężarówki, nadaje sygnały (1989), Właśnie wpłynęłaś słonecznym surfingiem na moją ulicę (1990). W latach 90.do listy bohaterów jego płócien dołączyły przyjazne roboty i dzikie zwierzęta: różowy niedźwiedź polarny, uśmiechnięty tygrys itp. Nie wpada przy tym w pułapkę rodzajowości czy łatwej groteski. Przeciwnie, nie biorąc niczego w nawias, bez porozumiewawczych gestów w stronę widza, jest rzecznikiem tego onirycznego świata, w którym – jak we śnie – mieszają się realia z marzeniami, rzeczy zaobserwowane z wyimaginowanymi.
Prace Skarbka znajdują się m.in. w zbiorach Muzeum Narodowego w Warszawie i w Szczecinie, w Międzynarodowym Centrum Kreacji Video w Montbeliard we Francji oraz w prywatnych kolekcjach w Polsce, Szwecji, Niemczech i USA. Krzysztof Skarbek prowadzi Pracownię Dyplomującą Malarstwa w Akademii Sztuk Pięknych we Wrocławiu jako profesor.
W 2022 został odznaczony Złotym Krzyżem Zasługi.